# Shelby (Ohio)
Shelby ist eine City in Richland County im US-Bundesstaat Ohio, nordwestlich der Stadt Mansfield. Es ist statistisch ein Teil des Mansfield-Metropolbereichs. Das U.S. Census Bureau ermittelte bei der Volkszählung 2020 eine Einwohnerzahl von 9282.

## Geschichte
Das Gebiet des heutigen Shelby war bereits von den Ureinwohnern Amerikas, den Indianern, bewohnt. Darunter die Shawnee, Delaware, Mohikaner und Wyandot.
Im April 1818 erreichten die ersten Siedler, Stephen & Sarah Marvin und ihre Mutter Deborah Moyer aus Connecticut das Gebiet des heutigen Shelby.
1826 eröffnet das erste Postamt namens Gamble's Mill Post Office. Es war benannt nach einer pferdegetriebenen Mühle, welche sich in der Nähe befand. Am 26. Juni 1834 rief James Gamble die Stadt Shelby aus. Er benannte die Stadt nach Isaac Shelby, einem Veteranen der Revolutionskriege und des Krieges von 1812 und erster Gouverneur von Kentucky. 
1846 wurde Shelby ans Eisenbahnnetz, den Sandusky, Mansfield & Newark Railroad (heute Ashland Railway) angeschlossen. 
1853 erhält Shelby offiziell Gemeindestatus. Erster Bürgermeister ist William Hiles. 
Am 4. Juli 1898 stürzte in Shelby die Main Street Bridge ein. Dabei wurden 7 Menschen getötet und 400 verletzt, da zur Zeit des Einsturzes gerade eine Hochzeitsfeier auf der Brücke stattfand.
1921 wurde Shelby das Stadtrecht verliehen.

## Persönlichkeiten
- W. W. Skiles, Mitglied des Kongress
- Charles Follis (ca. 1879–1910), erster schwarzer Footballspieler
- Larry Siegfried (* 22. Mai 1939), Basketballspieler
- Dawn Powell, Schriftsteller
- Robert W. Houk, Verleger
- Harold Edwin Umbarger (1921–1999), Biochemiker